# A három Krisztus
A három Krisztus (eredeti cím: Three Christs) 2017-es amerikai filmdráma, amelyet Jon Avnet rendezett, Milton Rokeach The Three Christs of Ypsilanti című könyve alapján. A főbb szerepekben Richard Gere, Peter Dinklage, Walton Goggins, Bradley Whitford, Charlotte Hope látható.
A filmet először a Torontói Nemzetközi Filmfesztiválon mutatták be 2017. szeptember 12-én. Amerikában 2020. január 10-én a mozikban, Magyarországon az HBO Max mutatta be 2024. január 25-én.

## Cselekmény
Dr. Alan Stone, a progresszív és idealista pszichológus 1954-ben elhagyja a New York Egyetemet, hogy közvetlenül a betegekkel foglalkozzon az Ypsilanti állami elmegyógyintézetben. Stone-t, akinek a skizofrén betegek voltak a középpontjában, a rendszer nagy részének kritikusaként tartották számon. Az 1950-es években az elmebetegeket általában csak intézetben tartották, és szükség esetén nyugtatókat adtak nekik. Gyakori volt az inzulinsokkterápiával és az áramütések alkalmazásával történő kezelés, míg a beszélgető terápiák csak marginális jelenségnek számítottak.
Ypsilantiban Stone két pácienssel találkozik, akik mindketten Jézus Krisztusnak hiszik magukat: a törpe értelmiségi Joseph Cassell és a medve Clyde Benson. Ebből a véletlen egybeesésből a pszichológus kidolgozza a csoportos tanácsadás terápiájának formátumát. Áthelyeztet Ypsilantiba egy másik pácienst, Leon Garbort, aki szintén Krisztusnak hiszi magát, és összehozza a három férfit viselkedésük tanulmányozására. Rájön, a három férfi problémái teljesen különbözőek. Garbor egész életében szenvedett mélyen vallásos anyjától, és a többszöri nemi erőszak is traumatizálta, amelynek katonakorában egy férfi vetette alá. Benson képtelen volt feldolgozni szeretett felesége abortusz okozta halálát. Cassell hajlamos volt a dühkitörésekre. Miután intézetbe került, többször elkábították elektrosokkokkal, amitől később nagyon félt, mert féltette az épelmét. Sok kollégája, köztük az intézet vezetője, Dr. Orbus szkepticizmusával ellentétben Stone más megközelítést alkalmaz, és teljesen eltekint például a fizikai büntetésektől. Valójában úgy sikerül elérnie a betegeket, hogy beszélget velük és leveleket ír nekik.
Amikor új megközelítésével egy szaklap címlapjára kerül, ez felkelti Dr. Orbus irigységét, aki osztozni akar a hírnévben, és ettől kezdve ragaszkodik a kezelésben való részvételhez. Mivel Stone visszafogottan reagál Orbus nyilvánvaló elismerésvágyára, utóbbi végül megkerüli kollégáját, és Cassellt négyszemközt behívatja az irodájába egy beszélgetésre. Kiderül, Stone írta a leveleket Cassellnek Orbus nevében, mivel az intézmény vezetője eredetileg visszautasította ezt a feladatot. Cassell úgy érzi, Stone elárulta, és Orbus rászedte. Jó magaviselete ellenére látja, hogy a szabaduláshoz fűzött reményei szertefoszlanak. A felismerés miatti dühből ismét erőszakoskodni kezd, ezért Orbus ismét elrendeli neki az elektrosokkot. Stone odasiet, és megpróbálja leállítani ezt, de végül nem tudja megakadályozni az áramütéseket. Egy másik orvossal való dulakodás során megsebesíti őt és saját magát is. Orbus ezután kirúgatja őt az elmegyógyintézetből.
Orbus ezután átveszi a betegét. Cassell azonban, aki rájött, hogy Stone megpróbálta megmenteni őt, majd később eltűnt, már nem bízik Orbusban. Úgy érzi, az irányítása alatt áll, és úgy véli, újabb hosszú betegség vár rá. A kápolna harangtornyában Orbusszal folytatott beszélgetés során végül kiugrik az ablakon, és a földre érve meghal. Az utolsó jelenetben Stone a halott Cassell helyét foglalja el a kártyaasztalnál a két Jezussal.

## Szereplők
| Szerep            | Színész               | Magyar hang       |
| ----------------- | --------------------- | ----------------- |
| Dr. Alan Stone    | Richard Gere          | Hegedűs D. Géza   |
| Ruth Stone        | Julianna Margulies    | Németh Kriszta    |
| Joseph Cassel     | Peter Dinklage        | Láng Balázs       |
| Leon Gabor        | Walton Goggins        | Makranczi Zalán   |
| Clyde Benson      | Bradley Whitford      | Epres Attila      |
| Dr. Eldrich Orbus | Kevin Pollak          | Tarján Péter      |
| Becky Henderson   | Charlotte Hope        | Urbán-Szabó Fanni |
| Dr. Bill Rogers   | Stephen Root          | Berzsenyi Zoltán  |
| Dr. Abrams        | Jane Alexander        |                   |
| Benny             | James Monroe Iglehart |                   |
| Dr. Francisco     | Julian Acosta         |                   |
| Neil              | Danny Deferrari       |                   |
| Louis             | Chris Bannow          |                   |
| Victoria Rogers   | Kathryn Leigh Scott   |                   |
| Carolyn           | Christina Scherer     |                   |
| Mrs. Gabor        | Nancy Robinette       |                   |
| Molly Stone       | Ripley Sobo           |                   |

## A film készítése
A film a The Three Christs of Ypsilanti, Rokeach 1964-ben megjelent pszichiátriai esettanulmányának adaptációja, amely három betegről szól, akiknek paranoid skizofrén téveszméi miatt mindegyikük azt hiszi, ő maga Jézus Krisztus.
A három Krisztus forgatása 2016 nyarán kezdődött New Yorkban. A filmben három rövid jelenet szerepel, amelyeket Ypsilanti belvárosában forgattak.

## Bemutató
A film világpremierje a 2017-es Torontói Nemzetközi Filmfesztivál gálaműsorában volt. Az IFC Films 2020. január 10-én mutatta be a mozikban és VOD-on. A Shout Factory 2020. június 16-án adta ki.